# Menneval
Menneval település Franciaországban, Eure megyében. Lakosainak száma 1532 fő (2022. január 1.). Menneval Bernay, Courbépine és Fontaine-l’Abbé községekkel határos.

## Népesség
A település népességének változása:
| Lakosok száma | 1073 | 1325 | 1338 | 1413 | 1394 | 1372 | 1430 | 1476 | 1525 | 1532 |
|               | 1968 | 1982 | 1990 | 2006 | 2013 | 2015 | 2017 | 2019 | 2020 | 2022 |